# Ernst Friedrich von Twickel
Ernst Friedrich von Twickel (* 3. Oktober 1683 auf Haus Havixbeck; † 28. Januar 1734 in Hildesheim) war Priester, Diplomat, hochrangiger Beamter und von 1723 bis 1729 Weihbischof in Hildesheim.

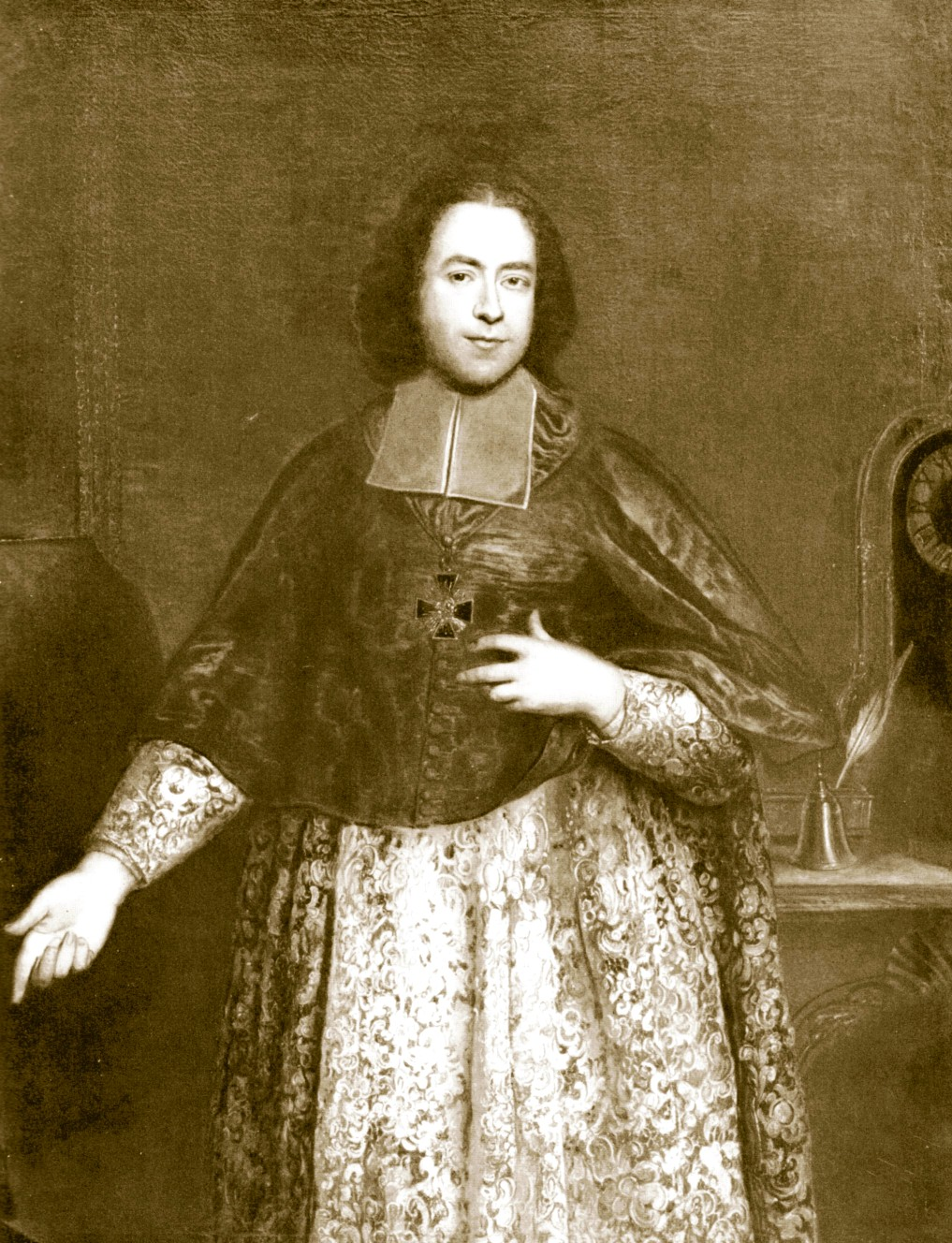
Ernst Friedrich Freiherr von Twickel, Weihbischof in Hildesheim. Gemälde von Antoine Pesne, 1730, in Haus Havixbeck.

## Leben
Sein Vater war Christoph Bernhard von Twickel zu Havixbeck. Die Mutter war Anna Franziska Sybilla (geb. von Droste zu Senden).
Er besuchte das Gymnasium Paulinum der Jesuiten in Münster. Twickel trat in den geistlichen Stand ein und empfing bereits im Jahr 1694 die erste Tonsur. Ein Jahr später erhielt er eine Dompräbende in Speyer. Diese gab er 1729 auf. Zwischen 1705 und 1708 studierte er am Collegium Germanicum in Rom. Dort wurde er auch 1707 zum Priester geweiht. Im Jahr 1708 schrieb er sich an der Universität Siena ein.
Noch im selben Jahr erhielt er vom Papst eine Dompräbende in Hildesheim. Im Bistum Hildesheim bekleidete von Twickel zwischen 1709 und 1718 das Archidiakonat in Goslar. Ebenfalls 1709 wurde er zur Ritterschaft des Landtages des Hochstifts Münster aufgeschworen.
In Rom hatte er den dort im Exil weilenden Erzbischof und Kurfürsten von Köln Joseph Clemens von Bayern kennengelernt. Diesem verdankte von Twickel im Wesentlichen seinen weiteren Aufstieg. In den Jahren 1713 und 1714 war von Twickel bevollmächtigter Gesandter des Kurfürsten bei den Friedenskongressen in Utrecht und Rastatt zur Beendigung des spanischen Erbfolgekrieges.
Im 1715 machte ihn Joseph Clemens, der auch Fürstbischof von Hildesheim war, zum Hofkammerpräsident des Hochstifts Hildesheim. In den Jahren 1719 reiste von Twickel in diplomatischer Mission nach Hannover. Zum Dank für seinen Einsatz bei der Wahl von Clemens August I. von Bayern zum Bischof von Münster wurde von Twickel zum kurbayerischen Geheimen Rat ernannt. Im selben Jahr erhielt er eine Dompräbende in Münster. Im Jahr 1723 reiste er erneut als außerordentlicher Gesandter nach Hannover.
Ebenfalls 1723 wurde er von Clemens August, der auch Kurfürst von Köln war, zum wirklichen geheimen kurkölner Rat ernannt. Als Bischof von Hildesheim ernannte er ihn zum Offizial und Generalvikar. Auf Bitte des Kurfürsten wurde Twickel vom Papst zum Weihbischof ernannt. Sein Titularbistum war Botrys. Im kirchlichen Bereich war er von 1725 bis 1732 auch Archidiakon von Elze und von 1732 bis 1734 von Hildesheim. Er gab 1728 seine münstersche Domherrenstelle auf, erhielt aber 1729 nach der Resignation seines Bruders Johann Wilhelm dort erneut eine Präbende. Im Jahr 1727 wurde er vom Domkapitel zum Dompropst gewählt. In der Kirche wurde er wegen seines Eifers für die Seelsorge und seines untadeligen priesterlichen Lebenswandels geschätzt.
Im weltlichen Bereich hat ihn Clemens August 1727 zum Statthalter und Regierungspräsidenten ernannt. Damit war die gesamte kirchliche und weltliche Macht des Bistums und Hochstifts Hildesheim in der Hand von Twickels als Stellvertreter von Clemens August vereint. Vor allem seinem Einsatz ist der Neubau der Hildesheimer Bischofsresidenz ab 1729 zu verdanken.
Weiterhin war von Twickel in verschiedenen diplomatischen Missionen unterwegs. Im Jahr 1730 leitete er die Verhandlungen mit dem preußischen König Friedrich Wilhelm I. in Berlin. Dieser hat von Twickel sehr geschätzt.
Von Twickel war Großkreuzherr des St. Michael-Ritterordens.
Er starb mit 50 Jahren und wurde im Dom zu Hildesheim bestattet.